# 功率模組

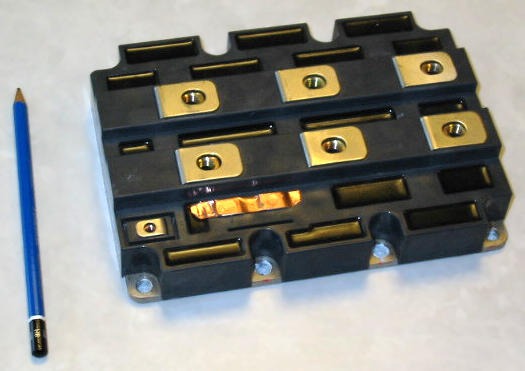
高功率的絕緣柵雙極晶體管功率模組（圖中功率容量是3300V，1200A）

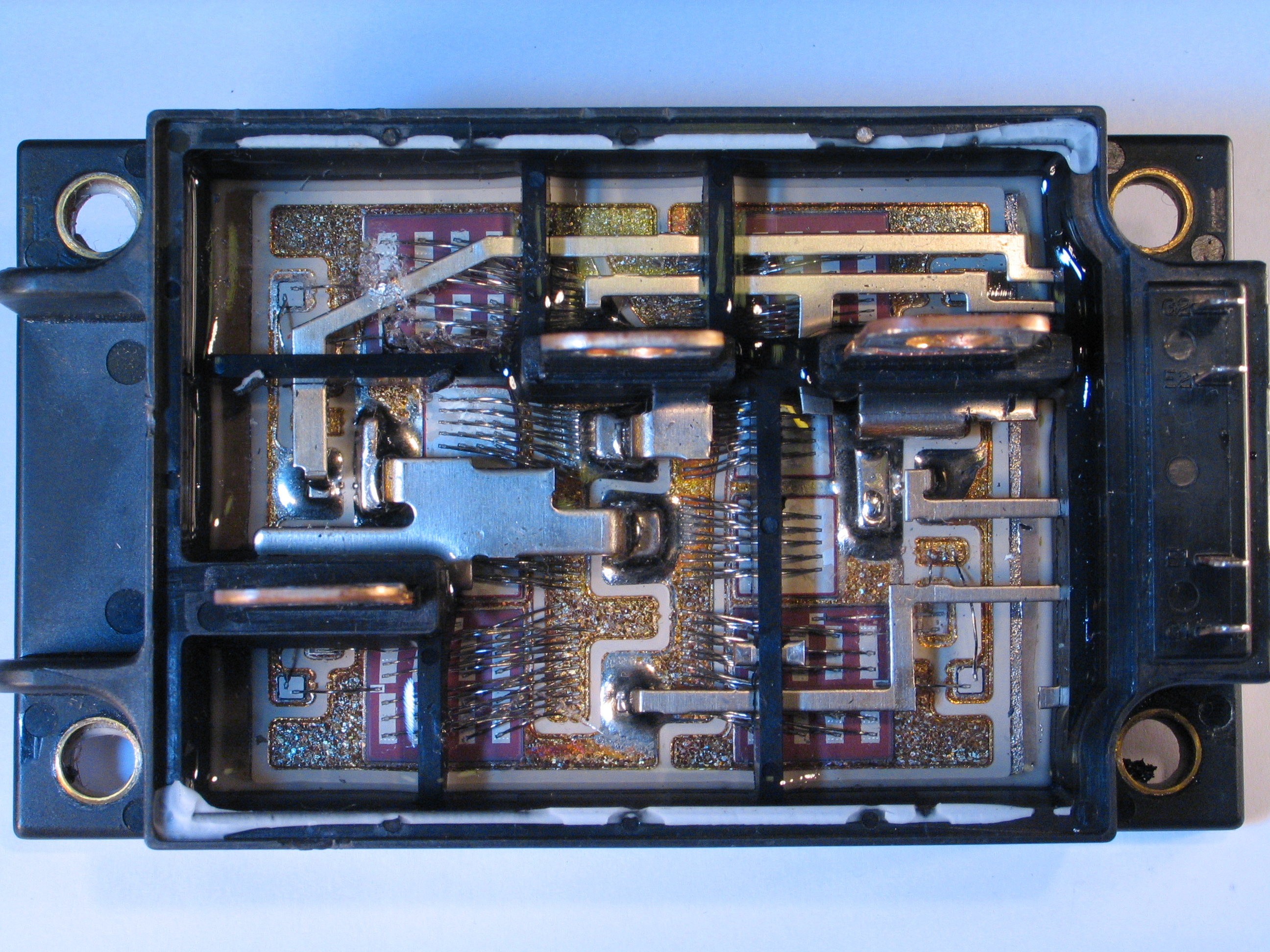
IGBT功率模組內部，各半導體的裸晶用打線接合的方式連接，外部的接腳接到封裝結構中

功率模組（power module）可以將各個电力电子学元件（多半是功率半導體元件）放在同一封裝中。其中的功率半導體（稱為裸晶）會用銲接或是燒結的方式固定在乘載功率半導體的基板上，依需要提供熱接觸、電氣導通或是絕緣。分立功率半導體多半是TO-247或TO-220的塑膠包裝，相較起來，功率模組的功率密度較高，而且在許多領域中比分立元件要可靠。

## 模組拓樸
有些功率模組中會包括單一的功率元件（例如MOSFET、IGBT、BJT、晶閘管、GTO、JET）或是二極管，不過大多數的功率模組中會包括多個互相連接的裸晶，以形成特定的電路，這個稱為拓樸。功率模組中也可能包括其他的元件，例如減小切換電壓超調的陶瓷電容，或是監控基板溫度的溫度感測器。常見的模組拓樸有：
- 開關（MOSFET、IGBT）搭配反並聯（英语：Antiparallel (electronics)）二極體。
- 二極體電橋，其中包括四個（單相）或六個（三相）二極體
- 半橋[1]（逆變器的一路，有二個開關以及其反並聯二極體）
- H橋（四個開關以及其反並聯二極體）
- boost電路或是功因修正電路（一或二個開關，配合一或二個高速的整流二極體）
- ANPFC（功因修正電路，有二個開關以及其反並聯二極體，四個高速的整流二極體）
- 三電平NPC（I型）（多電平逆變器，有四個開關以及其反並聯二極體）
- 三電平NPC（T型）（多電平逆變器，有四個開關以及其反並聯二極體）
- 三電平ANPC（多電平逆變器，有六個開關以及其反並聯二極體）
- 三電平H6.5[2]（有六個開關，分別是四個快速的IGBT，二個慢速的IGBT，以及五個快速二極體）
- 三相逆變器[1]：也稱為6-in-1，包括六個開關以及其反並聯二極體）
- Power Interface Module，簡稱PIM（包括輸入整流器，功因修正電路以及逆變器極）
- 智能功率模組（Intelligent Power Module）、簡稱IPM（包括功率級以及其驅動保護電路，也可能包括輸入整流器及功因修正電路）

## 電氣互連技術
有關功率模組和其他電路系統的連接，最傳統的是用螺絲鎖固的接觸，此外，也有用插針觸點（焊在印刷電路板上）、壓入式觸點壓到電路板上（電路板的貫孔）、內在提供對電路板壓力的彈簧觸點、或是利用純壓力接觸，讓兩塊耐腐蝕表面區域接合在一起。
壓入式觸點有高可靠度，而且容易組裝，不用焊接，相較於壓入式觸點，彈簧觸點的好處是容易從電路板上拆下，而且是非破壞性的拆下，可以拆換數次（例如模組的檢測或是更換）。壓入式觸點及彈簧觸點的缺點都是因為其電氣接觸面積小，電流額定也比較小，因此有些模組可能會將多個壓入式觸點或彈簧觸點並聯，以加大電流。

## 技術發展趨勢
目前功率模組的技術發展趨勢是降低成本，提昇功率密度、提昇可靠度以及減少雜散元件的影響。雜散元件是在電路之間不想要的電容（雜散電容）或是導線之間不想要的電感（雜散電感）。若運用在逆變器上，這些可能會造成電磁輻射（EMR）。另一個雜散元件的缺點是對切換特性的影響，而且會加大切換損失。因此，製造商會設法減少雜散元件，並且維持低成本，而且和其他廠商的元件保持高度的相容性，以便成為替代料源
更進一步功率模組最佳化的主題是從熱源（裸晶）到散熱片之間的散熱途徑。熱需要通過許多不同的材質，例如焊錫、導熱絕緣基板、基板、散熱膏以及散熱片本體，最後才傳到像是空氣、或是水或油等液態介質中。新一代的碳化矽功率電晶體其功率密度更大，因此對熱傳的需求也會更大。

## 應用
功率模組可以用在功率轉換的設備中，例如变频器、嵌入式電機驅動器、不间断电源、直流-交流電源供應及焊接機電源。
功率模組也用在可再生能源（風力發動機、太陽能發電）中的逆變器中，或是電動載具（EV）的動力來源。

## 歷史
第一個絕緣的功率模組是由Semikron在1975年導入市場（SEMIPACK）。

## 製造商
- Arkansas Power Electronics International（APEI）
- Eltek（英语：Eltek）
- Danfoss（英语：Danfoss）
- StarPower（英语：StarPower）
- 英飞凌科技
- 三菱集团
- Semikron（英语：Semikron）
- 羅姆
- Vincotech [7] [8]
- 丹尼克斯半導體
- CREE
- AT&S（英语：AT&S）
- 富士電機 [9]

## 外部連結
- Semikron Application Manual Power Semiconductors[永久]: extensive information about power semiconductor application and power module technology
- Eltek Flatpack2 48V HE Example of Power module; a high efficiency rectifier